# Tobias Philipp Gebler
Tobias Philipp Gebler (Greiz, tra il 1720 e il 1722 – Vienna, 9 ottobre 1786) è stato un drammaturgo tedesco.

## Biografia
Tobias Philipp Gebler nacque da una famiglia del ceto medio in un anno imprecisato tra il 1720 e il 1722. Il padre, Tobias Georg (1685-1753), era direttore di cancelleria e presidente del concistoro di Enrico XI di Reuss-Obergreiz; la madre era Christiane Renate Klein-Nicolai (1698-1729), figlia di un pastore protestante. Anche sul luogo di nascita esiste incertezza; è certo che nacque nel principato di Reuss-Greiz, ma i registri battesimali di Greiz sono andati perduti in un incendio nel 1802.
Studiò giurisprudenza alle università di Jena (1737), Gottinga (1738) e Halle (1741).

### Carriera politica
Dopo un Grand Tour tra Germania, Danimarca, Norvegia, Paesi Bassi, nel 1748 entrò al servizio degli Stati generali all'Aia. Dal 1748 al 1753 fu funzionario dell'ambasciata dei Paesi Bassi a Berlino, e in questa posizione ebbe l'opportunità di svolgere per l'Austria un'importante funzione diplomatica, tanto che fu promosso primo segretario dell'intendenza di Trieste. In questa veste ebbe l'alta responsabilità dei contatti con i consolati nel Levante, in Francia, Spagna, Portogallo, a Napoli, presso la Chiesa, in Inghilterra, nei Paesi Bassi, in Danimarca, Svezia, Russia, nelle Indie orientali. L'intendenza riceveva le relazioni commerciali dei consoli e amministrava l'intero Litorale austriaco.
Prima della nomina, il protestante Gebler si convertì al cattolicesimo per favorire l'avanzamento della propria carriera nella pubblica amministrazione. Il 1º aprile 1756 fu promosso segretario di corte presso il Direttorio commerciale di Vienna e il 1º gennaio 1759 presso il Consiglio commerciale e il Consiglio minerario. Si rivelò amministratore intelligente e uomo d'affari versatile e ambizioso, capace di applicare strategie molto moderne in diversi campi.
Il 1º aprile 1762 fu nominato alla cancelleria di corte austriaca, dove si occupò soprattutto del dipartimento per l'Alta e Bassa Austria, dimostrandosi ancora una volta funzionario abile, scrupoloso e progressista, come dimostra la vicenda del sostegno offerto a Josef Anton von Riegger, uno dei primi docenti in Austria a tenere lezioni universitarie in tedesco, costantemente impegnato in innovazioni e miglioramenti. Nel 1768 Gebler redasse due scritti contro gli Stati imperiali svevi e in favore della tassa dominicale austriaca, che testimoniano la sua profonda conoscenza del diritto.
Il 14 novembre 1760 fu nominato al Consiglio di Stato per gli affari interni, e qui si batté con successo per il miglioramento delle condizioni del ceto rurale, l'abolizione della tortura, sempre maggiori limitazioni alla pena di morte, la depenalizzazione dell'apostasia e la mitigazione della pena per la blasfemia, sostenendo con forza un ideale di tolleranza. Maria Teresa lo stimava molto e anche il figlio Giuseppe, generalmente sospettoso, gli accordava fiducia.
La patente di tolleranza del 13 ottobre 1781 fu redatta da Gebler, e fu sempre in conformità al suo giudizio che Giuseppe II emise analogo provvedimento per gli ebrei della Bassa Austria il 2 gennaio 1782.
Gebler si rese benemerito del sistema educativo austriaco sostenendo il pedagogo viennese Josef Mesmer e l'abate del monastero dei canonici agostiniani di Żagań, Johann Ignaz von Felbiger. Il 2 dicembre 1774 in tutti i Land austriaci fu istituito un consiglio scolastico e quattro giorni dopo fu emanato un ordinamento per le scuole tedesche normali, ordinarie e comuni.
Si adoperò anche affinché il tedesco sostituisse il più possibile il latino negli insegnamenti universitari e sostenne l'allentamento della censura. È considerato il membro più eminente del Consiglio di Stato austriaco, insieme al principe von Kaunitz.
Il 9 ottobre 1782 divenne infine vicecancelliere alla Cancelleria di corte boemo-austriaca, e il 17 aprile 1785 gli fu affidata la direzione delle Robotabolitionsgesschäfte per la riduzione delle corvée agricole e l'abolizione di ingerenze dei proprietari terrieri.
Aderì alla massoneria e vi fu molto attivo. Dopo la fondazione della loggia provinciale austriaca divenne Gran maestro della loggia Zum neuen Bund e, dopo l'editto di Giuseppe II sulla massoneria, maestro venerabile della Zur neugekrönten Hoffnung. Il suo carteggio con l'amico Nicolai a Berlino (1771-1786) discute a fondo la situazione dei massoni viennesi.

### Carriera letteraria

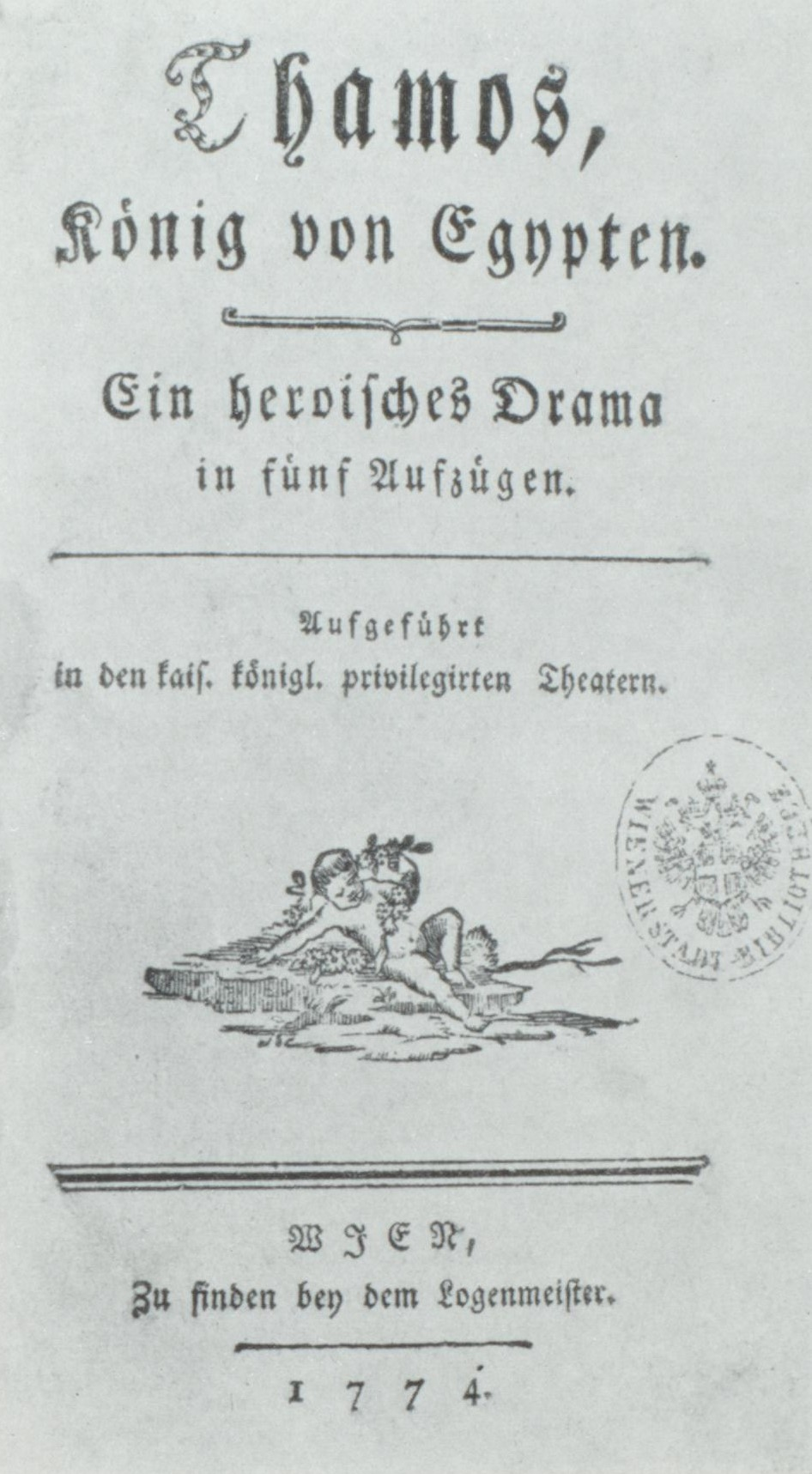
Thamos, re d'Egitto (1774)

L'opera del Gebler letterato non è ritenuta di particolare pregio ad eccezione di pochi lavori. Gugitz riconosce alle opere teatrali un impegno di civilizzazione ma le bolla di dilettantismo e scarsa originalità. Il giudizio è in gran parte condiviso da Heleme Maschers. Occorre comunque tener presente che molti giudizi negativi risentono della critica di Lessing, mentre Goethe fu molto più benevolo e assegnò a Gebler un posto relativamente importante nella storia della letteratura. Wieland elogiò Gebler nelle sue lettere ma gli rivolse anche critiche costruttive.
Certamente le opere di Gebler non hanno molte pretese artistiche, tranne alcune. Tra queste ultime si ricorda in particolare il Thamos, dramma eroico in cinque atti che debuttò a Vienna il lunedì dell'Angelo del 1774. Il pathos gebleriano in questo caso è credibile, la trama è ben strutturata e l'agire dei personaggi logico e coerente. Mozart compose musica di scena per il dramma e, su sua richiesta, Schikaneder lo rappresentò a Salisburgo. Il flauto magico presenta estesi paralleli con il Thamos nella trama ed echi letterari nel testo.
Dopo il Thamos, l'opera più riuscita di Gebler è la tragedia in cinque atti Adelheid von Siegmar, un dramma dalla trama coerente e abilmente intrecciata. Rappresentato per la prima volta a Vienna il 12 novembre 1774, è definito da Wurzbach «un'opera drammatica di Gebler troppo presto dimenticata».
Una terza eccezione è l'atto unico Die Übereilung che debuttò sempre a Vienna il 16 giugno 1770, una pièce brillante e vivace dalle molte situazioni comiche, libera resa dell'Étourderie di Fagan.